# Аракарі чорноголовий
Аракарі чорноголовий (Pteroglossus viridis) — вид дятлоподібних птахів родини туканових (Ramphastidae).

## Поширення
Вид поширений на півдні Венесуели, півночі Бразилії та у Гвіані. Мешкає у тропічних низовинних вологих лісах.

## Спосіб життя
Його раціон складається в основному з фруктів, в тому числі плодів дерев Cecropia і пальми Oenocarpus bacaba. Комахи також є випадковою частиною раціону, забезпечуючи птахів білком. Розмноження відбувається з лютого по червень. Гніздиться в порожнинах дерев. Самиця відкладає 2–4 білих яйця.